# Rico Anton

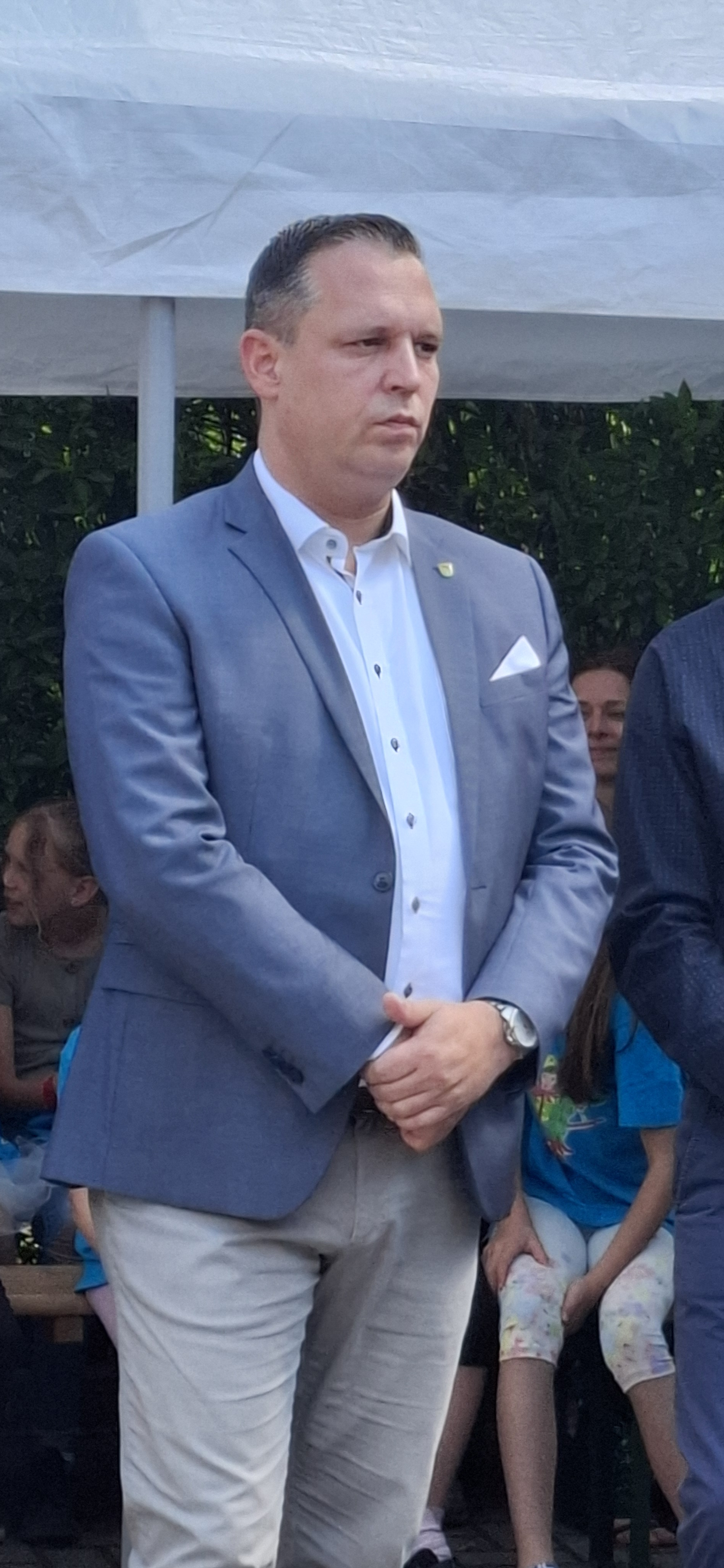
Rico Anton, 2024

Rico Anton (* 6. September 1977 in Stollberg/Erzgeb.) ist ein deutscher Politiker (CDU). Seit 2022 ist er Landrat des Erzgebirgskreises. Zuvor war er von 2014 bis 2022 Abgeordneter des Sächsischen Landtags.

## Beruf und politisches Ehrenamt
Nach seinem Abitur absolvierte Anton ein Studium zum Diplom-Verwaltungswirt (FH). 2002 trat er bei der Staatsbauverwaltung in den bayerischen Staatsdienst und war von 2007 bis 2014 Sachgebietsleiter in der Straßenbauverwaltung, zuletzt als Regierungsoberinspektor.
2004 trat er in die CDU und die Junge Union ein. Von 2009 bis 2013 war er Kreisvorsitzender der Jungen Union Erzgebirge. Seit 2013 ist er Kreisvorsitzender der Kommunalpolitischen Vereinigung (KPV) Erzgebirge der CDU und seit 2014 stellvertretender Landesvorsitzender dieser Vereinigung. Ebenfalls seit 2014 ist er Ortsvorsitzender der CDU im Ortsverband Oelsnitz-Lugau-Niederwürschnitz.

## Wahlämter
Bei den Kommunalwahlen in Sachsen 2014 wurde er am 25. Mai in den Stadtrat von Oelsnitz und bei der Landtagswahl in Sachsen am 31. August 2014 mit 41,6 % der Stimmen als Direktkandidat im Wahlkreis 13 (Erzgebirge 1) in den Sächsischen Landtag gewählt. Er war dort stellvertretender Vorsitzender des Verfassungs- und Rechtsausschusses und Mitglied des Innenausschusses.
Bei der Landtagswahl in Sachsen 2019 wurde er im Wahlkreis Erzgebirge 1 mit 36,8 % der Direktstimmen wiederum zum Wahlkreisabgeordneten gewählt. Er war nunmehr tätig im Ausschuss für Inneres und Sport und im Ausschuss für Geschäftsordnung und Immunitätsangelegenheiten und leitete als Vorsitzender die Parlamentarische Kontrollkommission. Er war darüber hinaus auch Mitglied der G 10 - Kommission und des Datenschutzgremiums.
Zur Landratswahl im Erzgebirgskreis am 12. Juni 2022 trat Anton für seine Partei als Kandidat für das Amt des Landrates an, wobei er mit einem Ergebnis von 26,3 % die relative Mehrheit erreichte. In der notwendigen Neuwahl am 3. Juli wurde er mit einem Stimmenanteil von 40,1 % zum Landrat gewählt. Seine siebenjährige Amtszeit begann am 1. August 2022. Im Zuge dessen legte er sein Landtagsmandat nieder. Für ihn rückte Robert Clemen in den Landtag nach.

## Umgang mit Bauernprotesten
Am 5. Januar 2024 erklärte Rico Anton, dass anlässlich der für den 8. Januar 2024 geplanten bundesweiten Bauernproteste im Erzgebirgskreis mit Versammlungsverboten reagiert werde. Hierzu werde eine Allgemeinverfügung erlassen, die solche Versammlungen verbiete. Von insgesamt 31 angekündigten Versammlungen sei lediglich für sieben eine Genehmigung erteilt worden. Nach Aussage von Rico Anton solle hierdurch „berechtigte[r] Protest ermöglich[t], aber Chaos und Anarchie verhinder[t]“ werden.